# Jasmin Wenkemann
Jasmin Wenkemann (geb. Al-Safi; * 1981) ist eine deutsche Fernsehmoderatorin des NDR.
Wenkemann studierte Medienkultur, Politische Wissenschaft und Psychologie an der Universität Hamburg. Sie absolvierte während des Studiums ein Praktikum bei Radio Energy. Für den NDR arbeitet Wenkemann bei verschiedenen Sendern und Formaten, u. a. bei Nordisch Filmproduction. Sie tritt als „Gesellschaftsreporterin Jasmin“ bei Extra 3 auf.